# Neozimiris nuda
Neozimiris nuda là một loài nhện trong họ Gnaphosidae.
Loài này thuộc chi Neozimiris. Neozimiris nuda được Norman I. Platnick & Mohammad U. Shadab miêu tả năm 1976.